# FC 세종
FC 세종(Football Club Sejong)은 대한민국 세종특별자치시에 있었던 축구 선수단이다. 더포힐스HM이 운영했던 남자 세미프로 축구단이며, 2023년에 창단되고 2024년에 해단되었다.

## 역사
주식회사 에이스세종축구단은 2022년 10월 2일에 세종특별자치시청과 연고지 협약을 맺고 창단을 준비했다. 2022년 12월 26일에 대한축구협회가 세종 바네스 FC에 대해 2023년 K4리그 참가를 승인했다. 2024년 시즌을 앞두고 더포힐스호텔(구 라마다 앙코르호텔 평택)이 구단을 인수하며 '세종 바네스 FC'에서 'FC 세종'으로 명칭을 변경했다.

## 선수 명단
- 2023년 2월 12일 기준

참고: FIFA 자격 규정에 따라 소속된 국가대표팀 국기를 표시합니다. 선수는 복수의 FIFA 비회원국 국적을 가지고 있을 수 있습니다.
| 번호 | 포지션 | 국적 | 이름   |
| ---- | ------ | ---- | ------ |
| 1    | GK     |      | 성윤수 |
| 2    | DF     |      | 안상빈 |
| 3    | DF     |      | 김용우 |
| 6    | DF     |      | 김현호 |
| 7    | FW     |      | 박성수 |
| 8    | MF     |      | 이상우 |
| 9    | FW     |      | 김재현 |
| 10   | MF     |      | 곽호승 |
| 11   | FW     |      | 정민혁 |
| 12   | DF     |      | 이영규 |
| 13   | MF     |      | 김윤찬 |
| 14   | MF     |      | 김태현 |
| 15   | DF     |      | 신진하 |
| 16   | MF     |      | 김수아 |
| 18   | MF     |      | 우신섭 |

| 번호 | 포지션 | 국적 | 이름   |
| ---- | ------ | ---- | ------ |
| 19   | FW     |      | 박진용 |
| 20   | MF     |      | 김이삭 |
| 22   | DF     |      | 이상덕 |
| 23   | DF     |      | 장제희 |
| 24   | MF     |      | 정동영 |
| 25   | MF     |      | 김환희 |
| 26   | FW     |      | 조명희 |
| 27   | FW     |      | 김민수 |
| 28   | DF     |      | 최준원 |
| 33   | DF     |      | 강민재 |
| 66   | DF     |      | 이민호 |
| 77   | DF     |      | 문지성 |
| 98   | MF     |      | 강현   |

## 참고 문헌
- “스포츠지원포털 등록 현황”. 대한체육회.
- “KFA 통합경기정보 시스템”. 대한축구협회.